# Guxhagen
Guxhagen est une municipalité allemande située dans l'arrondissement de Schwalm-Eder et dans le land de la Hesse. Elle se trouve à 15 km au sud de Cassel.

## Histoire
Le camp de concentration de Breitenau est construit dans la ville dès 1933. En 1938, la synagogue de la ville est détruite lors de la Nuit de Cristal et onze juifs habitants la ville sont internés dans le camp. Il sert dans un premier temps de camp pour punir les détenus politiques puis dans un second temps tel un camp de travail forcé et un camp de transit vers les autres camps de concentration situés à l'est.
Personnalités nées à Guxhagen :
- Freidrich Paulus (nommé à tort von Paulus), feldmaréchal du IIIe Reich, est un militaire allemand, né en 1890 à Guxhagen (quartier : Breitenau) et mort à Dresde en 1957

Commandant en chef de la VIe Armée en 1943 en Russie, il est principalement connu comme vaincu (par manque de soutiens) cette année là, lors de la défaite majeure de la Bataille de Stalingrad
Il s'est rendu aux Russes avec les restes de son armée (62000 hommes sur les 260000 hommes d'effectifs au départ).
Prisonnier en Russie, il a été libéré en 1957 et a choisi de demeurer en République Démocratique d'Allemagne à Dresde où il est mort.

## Sources
- (de) Cet article est partiellement ou en totalité issu de l’article de Wikipédia en allemand intitulé « Guxhagen » (voir la liste des auteurs).